# Pierre Maillet
Pour les articles homonymes, voir Maillet.
Pierre Maillet est un acteur et metteur en scène français de théâtre. Il a suivi l’enseignement de l’École du Théâtre national de Bretagne de 1991 à 1994. Il est membre du théâtre des Lucioles depuis sa création en 1994.

## Théâtre

### Comédien
- 1994 : La Mort de Pompée, Cinna de Corneille, mise en scène Marc François
- 1995 : Comme ça, écrit et mis en scène par Frédérique Loliée, mise en scène Laurent Javaloyes
- 1995 : Preparadise Sorry Now de Rainer Werner Fassbinder, mise en scène Pierre Maillet
- 1996-1997 : avec le Théâtre des Lucioles en résidence au Théâtre Gérard Philipe
  - Et ce fut… mise en scène Pierre Maillet et Marcial Di Fonzo Bo
  - Cabaret Lucioles
  - Depuis maintenant de Leslie Kaplan, mise en scène Frédérique Loliée
- 1998 : Le Poids du monde un journal de Peter Handke, mise en scène Laurent Javaloyes et Pierre Maillet
- 1999 : Copi, un portrait d'après Loretta Strong, Eva Peron, La Nuit de Madame Lucienne, Rio de la Plata de Copi, mise en scène Marcial Di Fonzo Bo, Pierre Maillet, Élise Vigier, Théâtre national de Bretagne
- 1999 : La Maison des morts de Philippe Minyana, mise en scène Laurent Javaloyes et Pierre Maillet
- 1999 : La Chanson du Zorro andalou de Théo Hakola, mise en scène Pierre Maillet
- 2000 : Copi, un portrait d'après Loretta Strong, Eva Peron, La Nuit de Madame Lucienne, Rio de la Plata de Copi, mise en scène Marcial Di Fonzo Bo, Pierre Maillet, Élise Vigier, Théâtre des Abbesses, CDDB-Théâtre de Lorient
- 2000 : Les Vacances de Jean-Claude Grumberg, mise en scène Christian Colin
- 2000 : Barbe bleue espoir des femmes de Dea Loher, mise en scène Christian Colin
- 2001 : Igor et caetera de Laurent Javaloyes, mise en scène Pierre Maillet
- 2001 : L’Inondation d’Evguéni Zamiatine, mise en scène Élise Vigier
- 2002 : Eva Peron de Copi, mise en scène Marcial Di Fonzo Bo, Maison des arts et de la culture de Créteil, Théâtre des Treize Vents
- 2003 : Les Ordures, la ville et la mort de Rainer Werner Fassbinder, mise en scène Pierre Maillet, Théâtre de la Bastille
- 2003 : Œdipe de Sophocle, Sénèque, Didier-Georges Gabily, Leslie Kaplan, mise en scène Marcial Di Fonzo Bo
- 2003 : Mirad, un garçon de Bosnie de Ad de Bont, mise en scène Laurent Sauvage
- 2003 : Eva Peron de Copi, mise en scène Marcial Di Fonzo Bo
- 2004 : Mes jambes, si vous saviez, quelle fumée… de Pierre Molinier, mise en scène Bruno Geslin
- 2004 : La Cerise sur le toit, mise en scène Emilie Beauvais
- 2005 : La Tour de la Défense de Copi, mise en scène Marcial Di Fonzo Bo, MC93 Bobigny, Théâtre national de Bretagne
- 2005 : Œdipe/Sang de Sophocle et Lars Norén, mise en scène Marcial Di Fonzo Bo
- 2006 : Les poulets n’ont pas de chaise et Le Frigo de Copi, mise en scène Marcial Di Fonzo Bo
- 2006 : Eva Peron de Copi, mise en scène Marcial Di Fonzo Bo, Festival d'Avignon, Théâtre de la Bastille
- 2006 : La Tour de la Défense de Copi, mise en scène Marcial Di Fonzo Bo, Comédie de Valence, Festival d'Avignon, MC93 Bobigny
- 2006 : Les poulets n’ont pas de chaises de Copi, mise en scène Marcial Di Fonzo Bo et Élise Vigier, Festival d'Avignon, Théâtre de la Ville
- 2007 : Les poulets n’ont pas de chaises de Copi, mise en scène Marcial Di Fonzo Bo et Élise Vigier, Comédie de Valence
- 2007 : La Chaise de Florian Parra, mise en scène Mélanie Leray
- 2007 : Habiter, texte et mise en scène Patricia Allio
- 2008 : La Estupidez (La Connerie) de Rafael Spregelburd, mise en scène Marcial Di Fonzo Bo et Élise Vigier, Théâtre national de Chaillot, Théâtre national de Bretagne, Théâtre des Célestins
- 2009 : La Estupidez (La Connerie) de Rafael Spregelburd, mise en scène Marcial Di Fonzo Bo et Élise Vigier, Théâtre national de Chaillot, Théâtre national de Toulouse Midi-Pyrénées
- 2009 : La Paranoïa de Rafael Spregelburd, mise en scène Marcial Di Fonzo Bo et Élise Vigier, Théâtre national de Chaillot
- 2011: La Ville de Martin Crimp, mise en scène Guillaume Béguin, Théâtre du Grütli
- 2011 : La Paranoïa de Rafael Spregelburd, mise en scène Marcial Di Fonzo Bo et Élise Vigier, Festival d'Avignon
- 2011 : L’Entêtement de Rafael Spregelburd, mise en scène Marcial Di Fonzo Bo et Élise Vigier, Festival d'Avignon, Maison des arts et de la culture de Créteil, Comédie de Reims, Théâtre Gérard Philipe, tournée
- 2012 : L’Entêtement de Rafael Spregelburd, mise en scène Marcial Di Fonzo Bo et Élise Vigier, Théâtre Liberté, tournée
- 2013: Le baiser et la morsure de Guillaume Béguin, mise en scène Guillaume Béguin, Arsenic
- 2015: Le théâtre sauvage de Guillaume Béguin, mise en scène de Guillaume Béguin, Théâtre de Vidy
- 2016 : Vera de Petr Zelenka, mise en scène Marcial Di Fonzo Bo et Élise Vigier, Comédie de Caen
- 2022: Les nuits enceintes de Guillaume Béguin, mise en scène de Guillaume Béguin, Théâtre de Vidy

### Mises en scène
- 1995 : Preparadise Sorry Now de Rainer Werner Fassbinder, grand prix des Turbulences 95 au Maillon de Strasbourg
- 1997 : Et ce fut, co-mise en scène avec Marcial Di Fonzo Bo
- 1998 : Le Poids du monde - un journal de Peter Handke, co-mise en scène avec Laurent Javaloyes
- 1998 : Copi, un portrait co-mise en scène avec Marcial Di Fonzo Bo, Élise Vigier
- 1999 : La Maison des morts de Philippe Minyana, co-mise en scène avec Laurent Javaloyes
- 1999 : La Chanson du Zorro andalou de Theo Hakola
- 2001 : Igor et caetera de Laurent Javaloyes
- 2002 : Du sang sur le cou du chat de Rainer Werner Fassbinder
- 2003 : Les Ordures, la ville et la mort de Rainer Werner Fassbinder
- 2003 : L’Opéra des gens de Bertolt Brecht et John Gay
- 2004 : Automne et hiver de Lars Norén, co-mise en scène avec Mélanie Leray
- 2005 : La Veillée de Lars Norén, co-mise en scène avec Mélanie Leray
- 2005 : La Cage aux blondes d’Aurélia Petit et Lazare Boghossian
- 2005 : Les Quatre Jumelles de Copi
- 2006 : Théâtres volés Cabaret du bout du monde de Laurent Javaloyes
- 2007 : La Chevauchée sur le lac de Constance de Peter Handke
- 2008 : Les Bonnes de Jean Genet
- 2010 : Plus qu'hier et moins que demain d'après Georges Courteline et Ingmar Bergman, mise en scène Pierre Maillet et Matthieu Cruciani, Scène nationale Petit-Quévilly/Mont-Saint-Agnan Petit-Quevilly et L'Archipel de Fouesnant-les-Glénant, Théâtre Mouffetard
- 2018 : One night with Holly Woodlawn, d'après l'autobiographie de Holly Woodlawn, A low life in high heels, mise en scène Pierre Maillet, production du théâtre des Lucioles, création le 22 mai au Plateaux Sauvages à Paris
- 2019 : Le Bonheur (n’est pas toujours drôle), adaptation de trois scénarios de Rainer Werner Fassbinder, mise en scène Pierre Maillet, production du théâtre des Lucioles, création le 21 janvier à la Comédie de Caen, Comédie de Saint-Étienne

## Filmographie
- 1994 : Elisa de Jean Becker
- 1997 : Les Limbes de Sarah Petit court-métrage
- 2002 : Une histoire de goût de Naruna Kaplan de Macedo court-métrage
- 2004 : La Mort d’une voiture de Élise Vigier et Bruno Geslin court-métrage
- 2007 : Le Plaisir de chanter de Ilan Duran Cohen
- 2015 : Les Deux amis de Louis Garrel : Le réceptionniste à l'hôtel
- 2016 : Victoria, de Justine Triet
- 2023 : Vincent doit mourir de Stéphan Castang